# حاييم دروكمان
حاييم دروكمان (بالعبرية: חיים דרוקמן‏) (15 نوفمبر 1932 - 25 ديسمبر 2022) كان حاخامًا وسياسيًا أرثوذكسيًا إسرائيليًا.
كان الزعيم الروحي الأكبر للمجتمع الصهيوني الديني وقت وفاته، شغل منصب روش يشيفا (عميد) المدرسة الدينية أور عتصيون.
أسس منظمة غوش إيمونيم، وخدم دروكمان في الكنيست الإسرائيلي كعضو في الحزب الديني الوطني وموراشا. وبصفته مديرًا لهيئة تحويل الدولة، عمل على جعل التحولات اليهودية في متناول الروس المهاجرين من أصل يهودي.
حصل في عام 2012 على جائزة إسرائيل لمساهمته في المجتمع والتعليم.

## وقت مبكر من الحياة
ولد حاييم مئير دروكمان في كوتي في الجمهورية البولندية الثانية (اليوم في أوكرانيا).  بعد أن اختبأ مع والديه أثناء الهولوكوست، هاجر إلى فلسطين في عام 1944 من خلال التظاهر بأنه طفل لمجموعة مختلفة من الآباء. تم لم شمله مع والديه الحقيقيين بعد الحرب العالمية الثانية.
في عام 1949، انضم دروكمان إلى الجيش الإسرائيلي كجزء من مجموعة بني عكيفا غارين (مجموعة رائدة) في لواء ناحال. وبهذه الصفة، شارك في إعادة بناء اثنين من الكيبوتسات الدينية، طيرة تسفي وسعد، اللتين تضررتا في الحرب العربية الإسرائيلية عام 1948.
بعد تسريحه، درس دروكمان في معهد عاليه في بيتح تكفا وفي مدرسة بني عكيفا الدينية في كفار هاروهيه. ثم انتقل بعد ذلك إلى مدرسة مركاز هاراف الدينية في القدس، حيث أصبح تلميذا لتسفي يهودا كوك. في عام 1952، أصبح عضوًا في المديرية الوطنية لبني عكيفا، ومن عام 1955 حتى عام 1956، عمل كمبعوث للمنظمة إلى الولايات المتحدة، بناءً على طلب كوك. 

## عمله الديني
في عام 1964، وبتشجيع من معلمه، أسس دروكمان مدرسة أور عتصيون، وهي مدرسة ثانوية تابعة لبني عكيفا، في مركاز شابيرا، وبتشجيع من معلمه.  في عام 1977، أسس يشيفا هسدر هناك، والتي كانت لسنوات عديدة الأكبر في البلاد. وبقي هناك روش يشيفا (عميد) لبقية حياته. وفي عام 1995، أسس هناك "أوهر مأوفير"، وهي أكاديمية لخريجي المدارس الثانوية من الجالية الإثيوبية.
ردًا على موجة هجرة اليهود من الاتحاد السوفيتي السابق في التسعينيات، حيث كان لدى عدد كبير منهم أسئلة حول يهوديتهم،  انخرط دروكمان في الدعوة إلى التحول اليهودي، حتى أنه أنشأ بيت دين خاصًا لهذا الغرض.
في عام 2004، تم تعيينه مديرًا لهيئة التحويل الحكومية المنشأة حديثًا، والتي تقدم الخدمات للمرشحين للتحول إلى اليهودية من خلال مكتب رئيس الوزراء. طوال هذه الفترة، غالبًا ما كان على خلاف مع كبار الحاخامات الحريديم في إسرائيل فيما يتعلق بمعايير التحول الخاصة به، والتي اعتبروها متساهلة للغاية وفقًا لقراءتهم للهلاخا (القانون اليهودي). بعد أن أبطلت المحاكم الحاخامية آلافًا من اعتناقات دروكمان، أعادتهم المحكمة العليا في إسرائيل. 
تم الاعتراف بجهود دروكمان من قبل بنيامين نتنياهو، الذي قال إن الحاخام "وجد طريقة لجمع القلوب معًا ساعدت جماهير المهاجرين الجدد على الانضمام إلى صفوف شعبنا". 

## الحياة السياسية
يعتبر دروكمان الزعيم الروحي الأكثر تأثيرًا للصهيونية الدينية.   وكان له دور فعال في تحويل هذا القطاع من يسار الوسط، حيث كان أثناء تأسيس إسرائيل، إلى اليمين المتطرف. وعلى الرغم من كل مناصرته اليهودية، إلا أنه كان مدركًا دائمًا لحقيقة أن إسرائيل تأسست كدولة ديمقراطية لجميع مواطنيها. 
على مدار ما يقرب من 50 عامًا، تم عقد العديد من الحملات والصفقات السياسية المتعلقة بالصهيونية الدينية في غرفة معيشة دروكمان.  وفي عام 1974، لعب دورًا قياديًا في تأسيس غوش إيمونيم، وهي منظمة استيطانية يمينية متطرفة.  
تم انتخاب دروكمان لأول مرة للكنيست في انتخابات عام 1977 على قائمة الحزب الوطني الديني وعمل كعضو في الكنيست التاسعة من عام 1977 إلى عام 1981. وكان عضوًا في لجان الكنيست لتعيين القضاة الحاخاميين، والخارجية والدفاع، والتعليم والثقافة خلال هذه الفترة. 
أعيد انتخابه في عام 1981، ممثلاً مرة أخرى للحزب الديني الوطني في الكنيست العاشرة من عام 1981 إلى عام 1984 وكان عضوًا في نفس لجان الكنيست التي كان يشغلها خلال الكنيست التاسعة.
عين وكيلاً لوزير الشؤون الدينية في 11 أغسطس 1981. ومع ذلك، فقد استقال في 2 مارس 1982 احتجاجًا على الانسحاب النهائي لإسرائيل من شبه جزيرة سيناء كجزء من اتفاقيات كامب ديفيد. 
في 10 أكتوبر 1983، انشق عن الحزب الوطني الإصلاحي وحاول تشكيل فصيل في الكنيست يسمى المعسكر الديني الصهيوني، لكن لجنة الكنيست رفضت السماح له بذلك. وبدلا من ذلك، جلس كعضو واحد في الكنيست للفترة المتبقية من ولايته.  
في الفترة التي سبقت انتخابات 1984، قام هو وأبراهام فيرديغر بتشكيل حزب جديد هو موراشا. وحصل على مقعدين حصل عليهما المؤسسان. على الرغم من انضمام الحزب إلى الحكومة، لم يتم منح أي من دروكمان أو فيرديغر مناصب وزارية. في 29 يوليو 1986، غادر دروكمان موراشا وعاد إلى الحزب الوطني الثوري.
أثناء خدمته في الكنيست الحادية عشرة، كان عضوًا في لجنة الكنيست للشؤون الخارجية والدفاع واللجنة الفرعية لفحص مشروع إعفاء طلاب المدارس الدينية. وفي نهاية فترة ولايته عام 1988، ترك الكنيست، واختار بدلاً من ذلك التعبير عن آرائه السياسية من خارج تلك الهيئة.  
عاد دروكمان ليقضي فترة ولايته الأخيرة التي مدتها أربع سنوات خلال الدورة الخامسة عشرة للكنيست من عام 1999 إلى عام 2003، مرة أخرى كممثل عن الحزب الوطني الديني. كان عضوًا في لجان الخارجية والدفاع، وتعيين القضاة الحاخاميين، والداخلية والبيئة، وكذلك عضوًا في اللجان الخاصة لمناقشة قانون جهاز الأمن، والإدمان والمخدرات والتحديات التي تواجه الشباب الإسرائيلي. 
في سنواته الأخيرة، ألقى دروكمان دعمه لحزب البيت اليهودي بقيادة نفتالي بينيت، وأخيرا الحزب الصهيوني الديني بقيادة بتسلئيل سموتريتش.  وكان لدروكمان دور فعال في سد الفجوة بين سموتريش وبنيامين نتنياهو عندما سعى الأخير إلى تشكيل حكومة ائتلافية يمينية. حتى أن دروكمان دعا منصور عباس إلى منزله، من أجل استكشاف إمكانية ضم القائمة العربية الموحدة إلى ائتلاف يميني ضيق.  وقبل وفاته، تم وضعه في المركز الأخير الفخري على قائمة الحزب الصهيوني الديني في الانتخابات التشريعية الإسرائيلية عام 2022.

## آراء
كان دروكمان من دعاة التقاء المفاهيم الثلاثة لإسرائيل: احتفاظ أمة إسرائيل بتوراة إسرائيل في أرض إسرائيل.  شارك في عيد الفصح في الخليل المحتلة حديثًا عام 1968، مما أدى في النهاية إلى تأسيس مستوطنة إسرائيلية في تلك المدينة.  في عام 1993، بينما كان مسافرًا بسيارته إلى كريات أربع القريبة، أطلق رجل فلسطيني النار على سيارته، فقتل سائق دروكمان، لكنه فشل في قتله. وعلى الرغم من أنه لم يكن من الواضح ما إذا كان دروكمان مستهدفًا على وجه التحديد، إلا أنه تم توفير حماية الشاباك له حتى تراجع مستوى التهديد. 
عارض دروكمان إخلاء ياميت عام 1982، وانتقل إلى هناك مؤقتًا مع عائلته من أجل الإدلاء ببيان سياسي. كما احتج أيضًا على فك الارتباط مع غزة في عام 2005. وأصدر أمراً للجنود بعدم التورط في مثل هذه المواقف، وإذا لم يكن ذلك ممكناً، رفض مثل هذه الأوامر.  من ناحية أخرى، حث دروكمان أتباعه على الامتناع عن المشاركة في مظاهرة حاشدة ضد تجنيد طلاب المدارس الدينية، والتي أقيمت في القدس عام 2014. 
لم يدعم دروكمان رسالة مثيرة للجدل كتبها حاخامات في عام 2010 والتي دعت اليهود إلى الامتناع عن تأجير منازل للعرب. ومع ذلك، فقد قال إنه قد تكون هناك بعض الحالات التي قد يظل فيها هذا الحكم مناسبًا. 

## وفاته
توفي في 25 ديسمبر 2022، عن عمر يناهز 90 عامًا، في مركز هداسا الطبي في القدس، بعد إصابته بفيروس كوفيد-19 قبل أسبوعين.  

## الطلاب البارزين
كان لدروكمان تأثير كبير على الشعب الإسرائيلي، وخاصة في القطاع الصهيوني الديني.  ذهب العديد من آلاف الطلاب من مدارسه إلى الخدمة في مناصب سياسية وعسكرية وتعليمية مهمة في البلاد، بما في ذلك:
- نفتالي بينيت، رئيس وزراء إسرائيل [4] [17]
- يوسي كوهين، مدير الموساد [3]
- بيني غانتس، جنرال وسياسي إسرائيلي [3] [17]
- يوعاز هيندل، سياسي إسرائيلي [17]
- يسرائيل كاتس، سياسي إسرائيلي [3]

## جوائز
في عام 2012، حصل دروكمان على جائزة إسرائيل لمساهمته في المجتمع والتعليم. 

## روابط خارجية
- حاييم دروكمان على الموقع الإلكتروني للكنيست